# Amelia af Storbritannien
Amelia af Storbritannien (10. juni 1711 – 31. oktober 1786) var en britisk prinsesse, der var datter af kong Georg 2. af Storbritannien og Caroline af Ansbach.

## Biografi
Amelia blev født i Tyskland, hvor hendes farfar Georg Ludvig var kurfyrste af Hannover; da farfaderen blev konge i Storbritannien og faderen blev britisk tronfølger i år 1714, fulgte hun med resten af familien til London. Hun var udset som brud til sin fætter, kong Frederik den Store af Preussen, men Frederik blev i 1733 tvunget til at gifte sig med en anden. Amelia forblev herefter ugift og opholdt sig ved sin fars hof til hans død i 1760.

## Eksterne links
- Wikimedia Commons har flere filer relateret til Amelia af Storbritannien